# Antonio Zugarelli
 (août 2009).
Si vous disposez d'ouvrages ou d'articles de référence ou si vous connaissez des sites web de qualité traitant du thème abordé ici, merci de compléter l'article en donnant les références utiles à sa vérifiabilité et en les liant à la section « Notes et références ».
Antonio Zugarelli, né le 17 janvier 1950 à Rome, est un ancien joueur de tennis professionnel italien.

## Palmarès

### Titre en simple messieurs
| No | Date       | Nom et lieu du tournoi | Catégorie | Dotation  | Surface      | Finaliste          | Score         |  |
| -- | ---------- | ---------------------- | --------- | --------- | ------------ | ------------------ | ------------- |  |
| 1  | 05-07-1976 | Swedish Open, Båstad   |           | 100 000 $ | Terre (ext.) | Corrado Barazzutti | 4-6, 7-5, 6-2 |  |

### Finale en simple messieurs
| No | Date       | Nom et lieu du tournoi | Catégorie           | Dotation  | Surface      | Vainqueur        | Score              |  |
| -- | ---------- | ---------------------- | ------------------- | --------- | ------------ | ---------------- | ------------------ |  |
| 1  | 16-05-1977 | Italian Open, Rome     | Championship Series | 131 250 $ | Terre (ext.) | Vitas Gerulaitis | 6-2, 7-6, 3-6, 7-6 |  |

### Titre en double messieurs
| No | Date       | Nom et lieu du tournoi                   | Catégorie | Dotation | Surface      | Partenaire         | Finalistes                 | Score         |  |
| -- | ---------- | ---------------------------------------- | --------- | -------- | ------------ | ------------------ | -------------------------- | ------------- |  |
| 1  | 12-06-1978 | Tournoi de tennis de Bruxelles Bruxelles |           | 50 000 $ | Terre (ext.) | Jean-Louis Haillet | Onny Parun Vladimír Zedník | 6-3, 4-6, 7-5 |  |

### Finales en double messieurs
| No | Date       | Nom et lieu du tournoi               | Catégorie | Dotation  | Surface         | Vainqueurs                        | Partenaire         | Score    |  |
| -- | ---------- | ------------------------------------ | --------- | --------- | --------------- | --------------------------------- | ------------------ | -------- |  |
| 1  | 10-03-1975 | Munich WCT Munich                    |           | 60 000 $  | Moquette (int.) | Bob Hewitt Frew McMillan          | Corrado Barazzutti | 6-3, 6-4 |  |
| 2  | 29-03-1976 | Open de Valencia Valence             |           | NC $      | Terre (ext.)    | Juan Gisbert Manuel Orantes       | Corrado Barazzutti | NC       |  |
| 3  | 22-01-1978 | Baltimore WCT Baltimore              |           | 100 000 $ | Moquette (int.) | Frew McMillan Fred McNair         | Roger Taylor       | 6-3, 7-5 |  |
| 4  | 27-11-1978 | Tournoi de tennis de Bologne Bologne |           | 50 000 $  | Moquette (int.) | Peter Fleming John McEnroe        | Jean-Louis Haillet | 6-1, 6-4 |  |
| 5  | 23-07-1979 | Head Cup Kitzbühel                   |           | 75 000 $  | Terre (ext.)    | Željko Franulović Heinz Günthardt | Dick Crealy        | 6-2, 6-4 |  |